# Comodato
El comodato es un préstamo de uso, en el que una de las partes entrega a otra gratuitamente algún bien no fungible, mueble o inmueble para que se sirva de ella y restituya la misma cosa recibida.

## Naturaleza jurídica
El comodato (latín commodatum) es el contrato por el cual una de las partes (comodante) entrega gratuitamente a la otra (comodatario) una cosa para que use de ella por cierto tiempo y se la devuelva a su término.
El comodante conserva la propiedad de la cosa, por lo que no es traslativo del dominio. Sólo se entrega la tenencia de la cosa, la mera tenencia. El bien entregado jamás es poseído por el comodatario, toda vez que no tiene la cosa con ánimo de señor y dueño. Su tenencia es, en otras palabras, a nombre y en lugar del dueño. Es concebible un comodato incluso sobre el bien fungible por excelencia, el dinero. Por ejemplo, pueden entregarse a un banquero o a un numismático unas monedas determinadas para su exhibición durante un tiempo determinado.

## Características
- Es un contrato típico o nominado, puesto que se halla regulado por la ley.
- Es un contrato unilateral, si bien puede llegar a convertirse en un contrato sinalagmático imperfecto cuando el comodante se ve obligado a indemnizar al comodatario por algunos gastos especiales realizados por este para la conservación de la cosa.
- Es un contrato esencialmente gratuito.
- Es un contrato real, ya que para su perfeccionamiento se requiere la entrega de la cosa.
- Es de ejecución diferida.

## Elementos
Los elementos personales (comodante y comodatario) y los aspectos relativos a su capacidad, naturaleza del objeto y forma del contrato se explican más abajo. 
En cuanto a su perfeccionamiento:
- El contrato nace con la entrega de la cosa. En el derecho argentino, con la firma del contrato (si es que se efectúa por escrito).

En cuanto a su contenido:
- Es generalmente gratuito y con facultad de usarla en favor del comodatario.
- El comodatario debe devolver la misma cosa en el mismo estado en que fue recibida.

No solo el propietario, sino también el usufructuario y el arrendatario pueden constituirlo, e incluso, dice Castán, es válido entre las partes el préstamo de cosa ajena, siquiera no pueda este modificar en nada la situación del propietario de la cosa, en el supuesto de que quiera reivindicarla. 

### Capacidad
No se requiere capacidad especial para celebrar este contrato, basta la capacidad general para contratar. No transmitiéndose por el comodato la propiedad, sino el uso de la cosa, toda persona que tenga un mínimo de derechos sobre ella pueda cederla en comodato, siempre que esos derechos no sean personalísimos, como los de un usuario o habitacionista. 

### Objeto
El objeto del comodato ha de ser una cosa no fungible; pero las cosas consumibles serán materia apta para este contrato, siempre que se presten para un uso tal que no implique consumo de las mismas ad pompam vel ostentationem
La llamada "fabricación en serie" ha generado un nuevo tipo de fungibilidad. Así, si el objeto es una cosa fabricada en serie, es posible la devolución de "otra cosa idéntica", y podría existir una nueva forma de comodato.
Aunque el concepto de comodato deja bien claro que es el préstamo de una cosa, se cuestiona si es posible prestar los derechos. Hay autores que lo afirman. En algunos casos es posible, como por ejemplo la entrada a un teatro, el billete de un viaje, etc.

### Forma y prueba
En cuanto a la forma de celebración, la única exigencia que se impone, por su carácter real,es la de la entrega de la cosa al comodatario. En Argentina, el contrato de comodato no es real sino consensual, ya que el art. 1.533 del CCC de la Nación Argentina, establece que "Hay comodato si una parte se obliga a entregar a otra una cosa no fungible, mueble o inmueble..."
```
Del párrafo transcripto surge claro que no es necesaria la entrega de la cosa para que nazca el contrato, por lo tanto, el concepto de que es un contrato real es erróneo, esto se modificó en agosto del 2015, con la entrada en vigencia del Código CC de la Nación, cabe aclarar que durante la vigencia de la ley 340, Código de Vélez, el comodato sí era un contrato real, hoy ya no lo es.
```

Tratándose de inmuebles, para la prueba de si la entrega de la posesión fue gratuita (precario) u onerosa (arrendamiento) se estará a las reglas generales de los contratos, teniendo en cuenta que la jurisprudencia presume el carácter oneroso de la entrega de un inmueble por su larga duración y falta de justificación cuando no se trata de personas con relaciones familiares o íntimas.

## Comparación con otros contratos
- Comodato y arrendamiento: ambos tienen por objeto el uso de cosas no fungibles. La diferencia es que el contrato de arrendamiento o locación no es real. Hay contrato de arrendamiento con todos sus efectos desde que se celebra, aun cuando no se entregue el bien.

- Comodato y usufructo: en el usufructo, la persona que recibe la cosa tiene derecho de propiedad sobre los frutos; en el comodato, no.

- Comodato y mutuo o préstamo de consumo :

a) Por sus caracteres: el comodato es esencialmente gratuito, mientras que el préstamo también admite el pacto de pagar interés.
b) Por razón del objeto: el préstamo recae sobre dinero o cosas fungibles y el comodato sobre cosas no fungibles.
c) Por su finalidad: la del mutuo o préstamo es transferir la propiedad, mientras que la del comodato solo transfiere el uso de la cosa.
d) Por sus efectos: el mutuo o préstamo produce la obligación de restituir otro tanto de la misma especie y calidad; el comodato, la de restituir la cosa misma que fue entregada.
e) Por la extinción: en el préstamo no puede reclamarse la devolución antes del tiempo convenido, mientras que en el comodato puede reclamarse antes.
- Comodato y donación: el contrato de donación es consensual, queda perfeccionado por el simple consentimiento y la propiedad de la cosa se transfiere del donante al donatario; el comodato se perfecciona con la entrega de la cosa y no existe transferencia de la propiedad porque el comodante solo permite el uso gratuito de la cosa entregada.

### La promesa del comodato
En el Código civil español nada se regula, a diferencia, por ejemplo, de lo que establece el artículo 2256 del Código civil argentino: la promesa de hacer un empréstito de uso no da acción alguna contra el promitente. 
La doctrina admite esta solución de falta de acción al tratarse de un contrato real y gratuito. Sin embargo, esto no implica que por vía de otras normas no se atiendan situaciones específicas como obligación precontractual; por ejemplo, si el futuro comodatario hiciere gastos o inversiones sobre la cosa, tendrá derecho a recuperarla por vía de enriquecimiento sin causa, si luego no se entrega sin justificación razonable.

## Efectos del contrato de comodato

### Obligaciones del comodatario
El Código español establece que el comodante conserva la propiedad de la cosa y, en consecuencia, el comodatario adquiere única y exclusivamente el simple uso de la cosa prestada durante un determinado período de tiempo. En el caso de que la cosa prestada produzca frutos: El comodatario adquiere el uso de ella (de la cosa), pero no los frutos.
Son sus obligaciones:
- 1.ª La de restitución. El comodatario debe devolver la cosa al concluir el uso para el que se le prestó o una vez transcurrido el plazo pactado, si bien en caso de urgente necesidad de ella, el comodante podrá reclamarla antes y el comodatario está obligado a restituirla.
- 2.ª Satisfacer los gastos ordinarios que sean de necesidad para el uso y conservación de la cosa prestada.
- 3.ª Utilizar la cosa, de conformidad con la propia naturaleza de esta, para el uso para que se le prestó.
- 4.ª El obligado a dar alguna cosa lo está también a conservarla con la diligencia propia de un buen padre de familia.
- 5.ª No tiene derecho de retención alguno sobre ella a pretexto de lo que el comodante le deba, aunque sea. por razón de expensas.
- 6.ª Responde no solo en caso de culpa de la pérdida o deterioro, sino también por caso fortuito en los dos casos siguientes: 1.º Cuándo el comodatario destina la cosa a un uso distinto de aquel para que se prestó, o la conserva en su poder por más tiempo del convenido. 2.º Cuando la cosa prestada se entregó con tasación, en cuyo caso responde el comodatario del precio (ya que se supone que la estimación se hizo con el propósito de poner los riesgos de la cosa a cargo del prestatario), a no haber pacto en que expresamente se le exima de responsabilidad. Además, todos los comodatarios a quienes se presta conjuntamente una cosa responden solidariamente de ella.

### Obligaciones del comodante
Siendo contrato unilateral sus obligaciones tienen carácter eventual o accidental, y nacen de principios de justicia. Son tales obligaciones:
- Abonar los gastos extraordinarios causados durante el contrato para la conservación de la cosa prestada, siempre que el comodatario lo ponga en su conocimiento antes de hacerlos, salvo cuando fueren tan urgentes que no pueda esperarse el resultado del aviso sin peligro.

- Responder de los daños que hubiere sufrido el comodatario por los vicios de la cosa prestada que el comodante conociere y no hubiere hecho saber a aquel. Responde sólo de los vicios que conoce, y no de todos, como en la venta y el arrendamiento, porque estos contratos son onerosos, y el comodato es gratuito para el comodatario.

## Extinción del comodato

### Cesación del comodato
Si no se pactó la duración del comodato ni el uso a que había de destinarse la cosa prestada, y este no resulta determinado por la costumbre de la tierra, puede el comodante reclamarla a su voluntad, al tiempo que dispone que, «en caso de duda, incumbe la prueba (de tales extremos) al comodatario. Opina Castán que la expresión «uso a que había de destinarse la cosa», en el Código Civil español debe ser entendida en términos temporales; por consiguiente, más que por referencia a la posible utilización de la cosa conforme a su naturaleza o, por el contrario, a un uso de carácter secundario o alternativo. Por ejemplo, si el dueño de un cuadro lo presta a quien lo pintó para una exposición monográfica, debe entenderse que la reclamación por el comodante no debe realizarse hasta que dicha exposición sea clausurada. Así se deduce, en efecto, del artículo 1.749: «el comodante no puede reclamar la cosa prestada sino después de concluido el uso para que la prestó. Sin embargo, si antes de estos plazos tuviere el comodante urgente necesidad de ella, podrá reclamar la restitución». La referencia a «estos plazos» sólo puede conectarse con el «uso para el que la prestó» (libro para preparar un examen; chaqué para la boda de tu primo, etc.).

### Casos más usuales
- Pérdida de la cosa: (con independencia de quién haya de soportar la responsabilidad por dicha pérdida).

- Voluntad unilateral del comodante y del comodatario: Por reclamar fundadamente el comodante la restitución de la cosa objeto de préstamo, ora por tener necesidad urgente de ella, ora por haber quedado indeterminado el plazo de duración de contrato.

- Transcurso del plazo: es la principal causa de conclusión del contrato. El artículo 2271 del Código Civil español dice que "cesa el comodato por concluir el tiempo del contrato, o por haberse terminado el servicio para el cual la cosa fue prestada".

- Supuesta falta de plazo: si no hay una fecha indicada de la devolución de la cosa, el comodante puede pedir la devolución de ésta cuando él quiera. En este caso, el comodato se denomina precario.

- Muerte del comodatario: en el caso de que el préstamo se haya hecho en contemplación a la persona de aquel. En otro caso, las obligaciones y derechos que nacen del comodato pasan a los herederos de ambos contrayentes.

## Aplicación en materia comercial
No existen dentro del Código de Comercio disposiciones referidas al contrato de comodato.
El uso del comodato de bienes muebles es frecuente y de empleo generalizado. Un ejemplo diario es la venta de productos envasados cuyo envase debe devolverse. En este caso estaríamos frente a dos contratos diferentes: por un lado la venta del producto, y por el otro el comodato (también llamado préstamo de uso) respecto del envase que debe ser devuelto o reintegrado al comerciante.

## Acciones que nacen del contrato de comodato
- Acción para obtener la devolución de la cosa dada en comodato
- Acción ante el uso indebido de la cosa, de devolución y daños y perjuicios
- Acción de daños y perjuicios por deterioro o pérdida de la cosa imputable al comodatario
- Acción de reivindicación contra el tercer adquiriente de la cosa
- Acción contra los herederos del comodatario que de buena fe vendieron la cosa para obtener su valor.
- Acción contra los herederos que de mala fe vendieron la cosa para obtener el valor actual de ella y los perjuicios
- Acción de daños y perjuicios causados por los vicios ocultos de la cosa.
- Acción dada en equivalencia